# Eugénie Niboyetová
Eugénie Mouchon-Niboyet (10. září 1796, Montpellier, Francie - 6. ledna 1883, Paříž, Francie) byla francouzská spisovatelka, novinářka a raná feministka. Byla zakladatelkou prvního feministického deníku ve Francii La Voix des Femmes (Hlas žen), vydávaného od roku 1848.
Je vzdálenou příbuznou rusko-francouzsko-amerického novináře Vladimíra Poznera.

## Životopis
Eugenie Niboyet, rozená Mouchon, se narodila 10. září 1796 ve francouzském Montpellier. Eugenie psala o svém rodinném zázemí v poslední části své knihy Le vrai livre des femmes (Pravda o ženách): „Pocházím z gramotné rodiny ze švýcarské Ženevy,“ napsala. Nejprve zdůraznila význam svého dědečka Pierra Mouchona, vzdělaného ženevského faráře, jenž byl přispěvatelem do "Encyklopedie" Denise Diderota a Jeana le Rond d'Alemberta. Teprve poté zmínila svého otce, který přišel do Francie studovat na lékařskou fakultu v Montpellier, a svou matku zmínila pouze větou: „Oženil se s dcerou faráře z Gar,“ což naznačovalo protestantský původ rodiny. Na začátku své knihy Eugénie zdůraznila důležitost původu své rodiny, vztah svého otce k novým myšlenkám francouzské revoluce což nakonec vedlo k odchodu rodiny do francouzského Cévennes z obav před represí. Její otec vychoval své tři syny v „úctě a lásce“ k Napoleonovi Bonaparte. Louis, pobočník francouzského generála Testea, zemřel v Rusku v bitvě u Borodina. Emile, zdravotník, byl zajat v německých Drážďanech. V době návratu Bourbonů na francouzský trůn žila rodina v Lyonu. Eugénie byla poznamenána na celý život zatčením některých rodinných příslušníků a návštěvami věznice. To jí nezabránilo tvrdit, že „během té doby bylo mým náboženstvím "Impérium", mým idolem byl Napoleon I.“
Eugenie měla dvě sestry, Aline a Elisu, kterým později napsala: „Nepíšeme pro ty úzkoprsé, kteří chtějí život ženy omezit na starost o domácnost. Ženy si již nemusí svobodu kupovat, musí ji začít uplatňovat.“

## Manželství
Eugénie ve své autobiografii zdůraznila obdiv své rodiny k Napoleonovi jako jeden z důvodů pro výběr manžela: „Jako dítě císařství jsem si nemohla vzít nikoho jiného než imperialistu.“ Vdávala se v 26 letech 8. října 1822. Jejím mužem se stal Paul-Louis Niboyet, třicetiletý právník, jehož otcem byl Jean Niboyet, který byl v roce 1810 povýšen do šlechtického stavu a byl věrný Napoleonovi. Po protestantském sňatku manželé žili v Mâconu ve francouzském regionu Burgundsko, kde Paul-Louis pracoval jako advokát. Dne 22. června 1825 se jim narodilo jediné dítě, syn jménem Jean Alexandre Paulin Niboyet.

## Paříž
Po příjezdu do Paříže 4. listopadu 1829 se začala Eugénie živit jako spisovatelka. Vstoupila do protestantské organizace s názvem „Společnost křesťanské morálky“ a věnovala se sociálním problémům: vězeňské reformě, reformě školství a otázce zrušení otroctví ve francouzských koloniích. V roce 1830 se zúčastnila literární soutěže „Société de la morale chrétienne“ (Společnost křesťanské morálky). Zaměřila se na téma „Nevidomí a jejich vzdělávání“. Její práce byly příznivě přijata a nakonec se o cenu podělila s M. Duffautem.

## Společnost křesťanské morálky
V roce 1830 sdílela "Společnost křesťanské morálky" své konferenční místnosti s hnutím "Saint-Simonian", založeném hrabětem Henrim de Saint-Simon. Eugénie se zúčastnila konference s manželem a synem a inspirovaná myšlenkami hraběte oba přesvědčila aby se k hnutí připojili. Dne 20. července 1830 jmenoval Barthélemy Prosper Enfantin, jeden ze zakladatelů "Saint-Simonianismu", čtyři členy kolegia: Aglae Saint-Hilaire, Caroline Simon, Madame Collard a Eugenie Niboyet. Kolegium mělo oslovovat dělníky a mělo jin také poskytovat pomoc a vzdělání. V roce 1831 měli Eugénie a Sebastien Bottiau na starosti sekci "Saint-Simonianů" ve 4. a 5. pařížském obvodu.
Konflikt mezi dvěma zakladateli hnutí Saint-Amand Bazardem a Barthélemy Prosper Enfantinem, a jejich touha radikálně změnit pravidla sexuální morálky vytvořením společenství žen, jakož i rozkol mezi Bazardem a radikálně náboženskými názory Enfantina vyvolal mezi oběma muži řadu sporů. Eugénie se nakonec od hnutí distancovala, aniž by se vzdala svých představ o společnosti. Se Saint-Simonianskými proletáři byla Eugénie součástí skupiny žen, které přispívaly do prvního periodika řízeného výhradně ženami: La Femme libre (Svobodná žena), založeného Marie-Reine Guindorfovou a Desiree Veretovou.

## Fourierismus
Stejně jako obě zakladatelky a přispěvatelky do prvních čísel Svobodné ženy se klonila k fourierismu, hnutí filozofa Charlese Fouriera, který prezentoval zacházení se ženami jako nejpravdivější měřítko sociálního pokroku. Zejména se sblížila s Florou Tristan.

## Vydavatelka a vynálezkyně
V roce 1833 založila Eugenie v Lyonu první feministické periodikum mimo pařížský region: Le Conseiller des femmes (Rady ženám), týdeník bez ilustrací následovaný za několik měsíců periodikem La Mosaïque Lyonáza (Lyonská mozaika). V roce 1834 se podílela na založení L'Athénée des femmes (Ženské Athéneum). Od 15. února do 17. října 1844 byla šéfredaktorkou článků věnovaných vědě, literatuře a umění.
V červenci 1836 byla Eugénie zpět v Paříži. Za pomoci přátel, jako byl Charles Fredric Herbinot de Mauchamps založila La Gazette des femmes (Dámský věstník).. Eugénie zorganizovla pravidelná čtvrteční setkávání redaktorů, novinářů a podporovatelů listu na 27 Rue Lafite, kterých se zúčastňovalo i mnoho žen. Bylo zde možno potkat Floru Tristan, Hortense Allart, Anais Segalas, Marii-Noémi Cadiot a mnoho dalších feministek.
V červenci 1838 získala také desetiletý patent na nesmazatelný inkoust.

## Militantní feministická politika
Francouzská revoluce v roce 1848 dala feminismu novou naději, včetně zrušení omezení setkávání, což umožnilo rozvoj hnutí prosazujících práva žen.
V březnu 1848 Eugénie Niboyetová založila a provozovala noviny zabývající se pouze ženskou tematikou. Hlas žen (La Voix des femmes) s podtitulem „socialistické a politické noviny zastupující zájmy všech žen“ byl prvním francouzským feministickým deníkem. Podle modelu neformálního klubu, který se vytvořil kolem La Gazette des femmes se La Voix des femmes brzy připojil k politickému společenství zahrnujícímu mnoho feministek, přispívajících do malých, již existujících publikací. Eugénii se podařilo shromáždit mnoho žen již zapojených do feministického boje, jako Jeanne Deroin, Desiree Gay, Suzanne Voilquin, Elisa Lemonnier a Anais Segalas, ale také některé populární spisovatelky jako Gabrielle Soumet, Amelie Prai a Adèle Esquiros. Toto hnutí již nebylo vyhrazeno pouze pro ženy, podíleli se na něm i muži, například Jean François Macé a Paulin Niboyet, syn Eugénie.
Klub se angažoval v propagování rozsáhlých reforem zlepšujících postavení žen, a to jak v domácí sféře, tak v politické oblasti. Rozšíření volebního práva na všechny ženy však vyvolalo pobouření. Když 6. dubna The Voice of Women navrhl kandidaturu George Sandové do francouzského ústavodárného shromáždění, Sandová se od této iniciativy distancovala a tvrdě odsoudila tyto ženy, o nichž tvrdila, že je ani nezná. Satiričtí karikaturisté parodovali Eugénii a novináře z The Voice of Women. Bouře nevole vyvolaná celou záležitostí byla ohromující, lidé se obrátili proti organizátorům této iniciativy a vláda se rozhodla ženské kluby uzavřít. Dne 20. června rozhořčená Eugénie Niboyet přestala list vydávat a feministky se rozešly aby se vyhnuly represím.

## Konec života
Eugenie Niboyet odešla z veřejného života a odcestovala do exilu v Ženevě, kde se protloukala překládáním Charlese Dickense a knih pro děti Lydie Marie Childové a Marií Edgeworthovou. Přesto se po „Pařížské komuně“ znovu chopila pera, aby podpořila žádosti o milost pro odsouzené.
V roce 1860 se Eugénie Niboyet vrátila do Francie, kde v roce 1863 vydala knihu Le Vrai livre des femmes (Pravda o ženách)). Její dopisy Leonovi Richerovi, redaktorovi listu Le Droit des femmes (Ženská práva), svědčí o tom, že se vždycky zajímala o feministické hnutí. V roce 1878, ve věku 82 let, byla uctěna na feministickém kongresu v Paříži.
Eugénie Niboyet zemřela v Paříži 6. ledna 1883.

## Publikace
- De la nécessité d'abolir la peine de mort (Nutnost zrušení trestu smrti) Paříž, Louis Babeuf, 1836. 35 s.
- Des aveugles et de leur éducation (Nevidomí a jejich vzdělávání), Paříž, P. - H. Krabbe, 1837, 200 s.
- (Článek) De la réforme du système pénitentiaire en France (Reforma francouzského vězeňství), Paříž, Charpentier, Leclerc, 1838.
- Dieu manifesté par les œuvres de la création (Bůh stvořil všechny ), Paříž, Didier, 1842.
- Lucien, Paříž, Langlois et Leclercq , 1845, 1 vol., 144 s.
- (Novela) Catherine II et ses filles d'honneur (Kateřina II. a její vznešené dámy), Paříž, Dentu, 1847.
- Le Vrai Livre des Femmes (Pravda o ženách) by Mrs. Eugenie Niboyet, E. Dentu, Paris, 1863, 245 pages.
- Les Borotin ; La chanoinesse. - Une seconde Borgia (The Borotin; The canoness. - A second Borgia), Paris, E. Dentu, 1879, 223 s.